# Талейран-Перигор, Шарль Морис де
Шарль Мо́рис де Талейра́н-Периго́р (фр. Charles Maurice de Talleyrand-Périgord; 2 февраля 1754, Париж — 17 мая 1838, там же) — князь Беневентский, французский политик и дипломат, занимавший пост министра иностранных дел при трёх режимах, начиная с Директории и кончая правительством Луи-Филиппа. Известный мастер политической интриги. Епископ Отёнский (с 2 ноября 1788 по 13 апреля 1791). Имя Талейран стало едва ли не нарицательным для обозначения хитрости, ловкости и беспринципности.

## При Старом порядке
Талейран родился 2 февраля 1754 года в Париже, в знатной, но небогатой аристократической семье Талейран-Перигор, и был сыном Шарля Даниэля де Талейран-Перигора (1734—1788). Предки будущего дипломата происходили от графа Бозона Старого, жившего в X веке. Предок Шарля, Эли де Талейран был влиятельным кардиналом в годы Столетней войны. Другой предок, Анри, в своё время был участником одного из заговоров против всесильного кардинала Ришельё.
«Счастливейшие годы детства», по воспоминаниям, Талейран провёл в Шале (Перигор), в усадьбе своей прабабки, графини Рошешуар-Мортемар, внучки министра-реформатора Кольбера. В отличие от родителей, графиня была заботлива и внимательна к мальчику. До этого, в раннем детстве, Талейран жил у некой няни в парижском предместье. Согласно мемуарам самого Талейрана, в возрасте четырёх лет он упал с комода (куда был посажен в наказание за шалости), причём этот факт был скрыт от родителей. Когда за ребёнком приехали, застарелую травму было уже невозможно излечить — Талейран остался хромым на всю жизнь. Ему было трудно не только ходить, но и стоять, поэтому он постоянно пользовался тростью и носил специальный массивный ортопедический башмак. Некоторые историки, как Верескель, считают, что заболевание могло быть наследственным или последствием родовой травмы, поскольку на портрете дяди Талейрана, старшего брата его отца Габриэль-Мари де Талейран-Перигора (1729—1795) видно аналогичное устройство толстой подошвы, а история с комодом могла быть следствием детской обиды на родителей.
Травма ноги помешала мальчику поступить на военную службу. Родители решили направить сына на церковную стезю, вероятно, в надежде сделать его епископом и сохранить под влиянием семьи Талейранов епископство Отён. Благодаря этому мальчик получил хорошее образование. В возрасте восьми лет они поместили его в коллеж д’Аркур (фр. Collège d'Harcourt) в Париже, где уже учились его кузен ла Суза и Огюст де Шуазёль, ставший другом Талейрана на долгие годы. После окончания обучения родители отправили его на год к дяде в Реймс, чтобы при архиепископском дворе он приобщился к церковной среде. Другой дядя Талейрана, Александр-Анжелик де Талейран-Перигор, впоследствии сам стал архиепископом Реймсским. Непримиримый ультрароялист, он эмигрировал в годы революции и вернулся во Францию, проигнорировав все амнистии, только после падения Наполеона. Он занял кафедру архиепископа Парижского, получив при этом и сан кардинала.
Затем Талейран учился в семинарии Сен-Сюльпис (1770—1773) и в Сорбонне. Получил степень лиценциата по теологии. В 1779 году был рукоположён в священники.
В 1780 году Талейран становится Генеральным агентом Галликанской (французской) церкви при дворе. На протяжении пяти лет он совместно с Раймоном де Буажелоном, архиепископом Ахенским, ведал имуществом и финансами Галликанской церкви. В 1788 году Талейран стал епископом Отенским.

## Революция. В Англии и США
В апреле 1789 года Талейран был избран депутатом от духовенства (первого сословия) в Генеральные штаты. 14 июля 1789 года его включают в Конституционный комитет Национальной ассамблеи. Талейран участвует в написании Декларации прав человека и гражданина и выдвигает проект Гражданской конституции духовенства, предусматривающей национализацию церковного имущества. 14 июля 1790 года он служит торжественную мессу в честь Праздника Федерации.
В 1791 году был пожизненно запрещен в служении и отлучён от Церкви Папой Римским за участие в революционной деятельности.
В 1792 году Талейран дважды посещает Великобританию для неофициальных переговоров о предотвращении войны. Переговоры завершаются неудачно, хотя вступление в войну удалось отложить на год. В сентябре Талейран уезжает в Англию как раз накануне вспышки массового террора на родине. Во Франции 5 декабря 1792 года декретом Конвента было возбуждено обвинение из-за обнаружения в бумагах короля писем Талейрана от весны 1791 года с предложением своих услуг, в декабре выдаётся ордер на арест. Талейран остаётся за границей, хотя и не объявляет себя эмигрантом.
В январе 1794 году в соответствии с декретом Питта французскому епископу приходится покинуть Англию, это произошло во многом благодаря давлению со стороны роялистов-эмигрантов. Он отправляется в Североамериканские Соединённые Штаты. Там он зарабатывает себе на жизнь финансовыми операциями и операциями с недвижимостью.

## Директория и Империя

Герб Талейрана времён Империи

После 9 термидора и свержения Робеспьера Талейран начинает хлопотать о своём возвращении на родину. Ему удаётся вернуться в сентябре 1796 года. В 1797 году он становится министром иностранных дел, заменив на этом посту Шарля Делакруа. В политике Талейран делает ставку на Бонапарта, и они становятся близкими союзниками. В частности, министр помогает генералу осуществить переворот 18 брюмера (17 ноября 1799 года).
Талейран любил жить на широкую ногу. Он говорил, что еда есть форма управления людьми, и нанял самого известного в Париже повара Антонина Карема, с помощью которого устраивал роскошные приемы для послов и королей.
В эпоху Империи Талейран участвует в организации похищения и расстрела герцога Энгиенского.
В 1803—1806 годах под руководством Талейрана была осуществлена реорганизация политических единиц, составлявших Священную Римскую империю, известная в истории как медиатизация в Германии.
В 1805 году Талейран участвует в подписании Пресбургского договора.
В 1807 году, при подписании Тильзитского договора он выступает за сравнительно мягкую позицию в отношении России.
28 января 1809 года, в разгар Испанской войны, Наполеон с кулаками напал на Талейрана в Люксембургском дворце, обвиняя его в лицемерии и предательстве. В том же году в должности обер-камергера Талейрана заменил Пьер де Монтескью.

## Переход на сторону Бурбонов
Ещё во время первой Империи Талейран начал получать взятки от враждебных Франции государств.
Наполеон много раз хотел арестовать его, но в январе 1814 года, отправляясь к армии, даже назначил Талейрана членом регентского совета. Перед взятием Парижа союзниками Наполеон распорядился, чтобы императрица Мария-Луиза с наследником, а также весь регентский совет покинули столицу и уехали в Блуа. Талейран направился к городской заставе, демонстрируя всем свое намерение покинуть Париж, но был «неожиданно» остановлен солдатами парижской национальной гвардии и был «вынужден» вернуться. После взятия Парижа 31 марта 1814 года Александр I подписал декларацию, составленную Талейраном и статс-секретарем Нессельроде, в которой отказывался вести переговоры с Наполеоном и выражал готовность признать то правительство, которое изберет себе французская нация. На следующий день Талейран собрал сенаторов, которые оставались в Париже, и те провозгласили создание временного правительства во главе с Талейраном, призванного выработать новую конституцию страны. 6 апреля Наполеон подписал отречение от трона за себя и своих наследников, в тот же день сенат провозгласил королём Людовика XVIII.

Император Александр, прусский король и князь Шварценберг вступили в Париж 31 марта во главе своих войск. После того как они прошли церемониальным маршем Елисейские поля, император Александр направился непосредственно в мой дом на улице Сен-Флорентен, куда уже с утра прибыл Нессельроде. Император Александр должен был остановиться в Елисейском дворце, но вследствие неизвестно откуда полученного им предупреждения, что там он подвергнется опасности, он предпочел остаться у меня.
Естественно, что в нашем разговоре с императором Александром мы должны были прежде всего коснуться вопроса о правительстве, которое предстояло установить во Франции. Я выдвинул изложенные мною выше доводы и, не колеблясь, заявил ему, что династия Бурбонов призывается как всеми теми, кто мечтает о древней монархии с нравственными правилами и добродетелями Людовика XII, так и теми, кто желает новой монархии со свободной конституцией. Последние мои слова вполне подтвердились, так как желание, высказанное единственным учреждением, которое могло говорить от имени народа, было затем провозглашено по всей французской земле и нашло отклик во всех сердцах. Я дал в этом смысле решительный ответ на один из вопросов, поставленных мне русским императором. «Как могу я знать,—сказал он мне, — что Франция желает Бурбонов?» — «На основании того решения, ваше величество, которое я берусь провести в сенате и действие которого ваше величество тотчас же увидит». — «Вы уверены в этом?» — «Я отвечаю за это, ваше величество».
— Мемуары Талейрана
На Венском конгрессе 1814—1815 годов Талейран представлял интересы нового французского короля, но при этом исподволь отстаивал интересы французской буржуазии. Выдвинул принцип легитимизма (признание исторического права династий на решение основных принципов государственного устройства) для обоснования и защиты территориальных интересов Франции, состоявших в сохранении границ, существовавших на 1 января 1792 года, и недопущения территориального расширения Пруссии. Этот принцип, однако, не был поддержан, ибо противоречил аннексионистским планам России и Пруссии.
После возвращения Наполеона с острова Эльбы он сделал попытку привлечь Талейрана на свою сторону, но неудачно: Талейран был настолько проницателен, что даже в минуты всеобщей растерянности и первых успехов Наполеона правильно оценил шансы его на успех и остался верен делу Бурбонов. Наполеон отомстил ему конфискацией его имений, но они были возвращены ему после вторичного падения Наполеона, когда Талейран вновь получил портфель иностранных дел и председательство в правительстве. Но крайние реакционеры не могли простить Талейрану его революционного прошлого, и он принужден был выйти в отставку.
После революции 1830 года Талейран вошёл в правительство Луи-Филиппа, а позднее был назначен послом в Великобритании (1830—1834). На этом посту он немало способствовал сближению Франции и Англии и отторжению Бельгии от Голландии. При определении государственной границы Бельгии Талейран за взятку, полученную от голландского короля, предложил сделать Антверпен «вольным городом» под протекторатом Англии. Из-за последующего скандала дипломат был вынужден уйти в отставку. Впоследствии Антверпен всё же вошёл в состав Бельгии.
Последние годы прожил в своём имении Валансе. Скончался 17 мая 1838 года. Перед смертью, по настоянию своей племянницы герцогини Дино, примирился с Римско-католической церковью и получил от Папы Римского отпущение грехов.

Талейран похоронен в своём роскошном загородном имении Валансе в долине Луары. На его могиле написано: «Здесь покоится тело Шарля Мориса де Талейран-Перигора, принца Талейрана, герцога Дино, родившегося в Париже 2 февраля 1754 г. и умершего там же 17 мая 1838 г.».

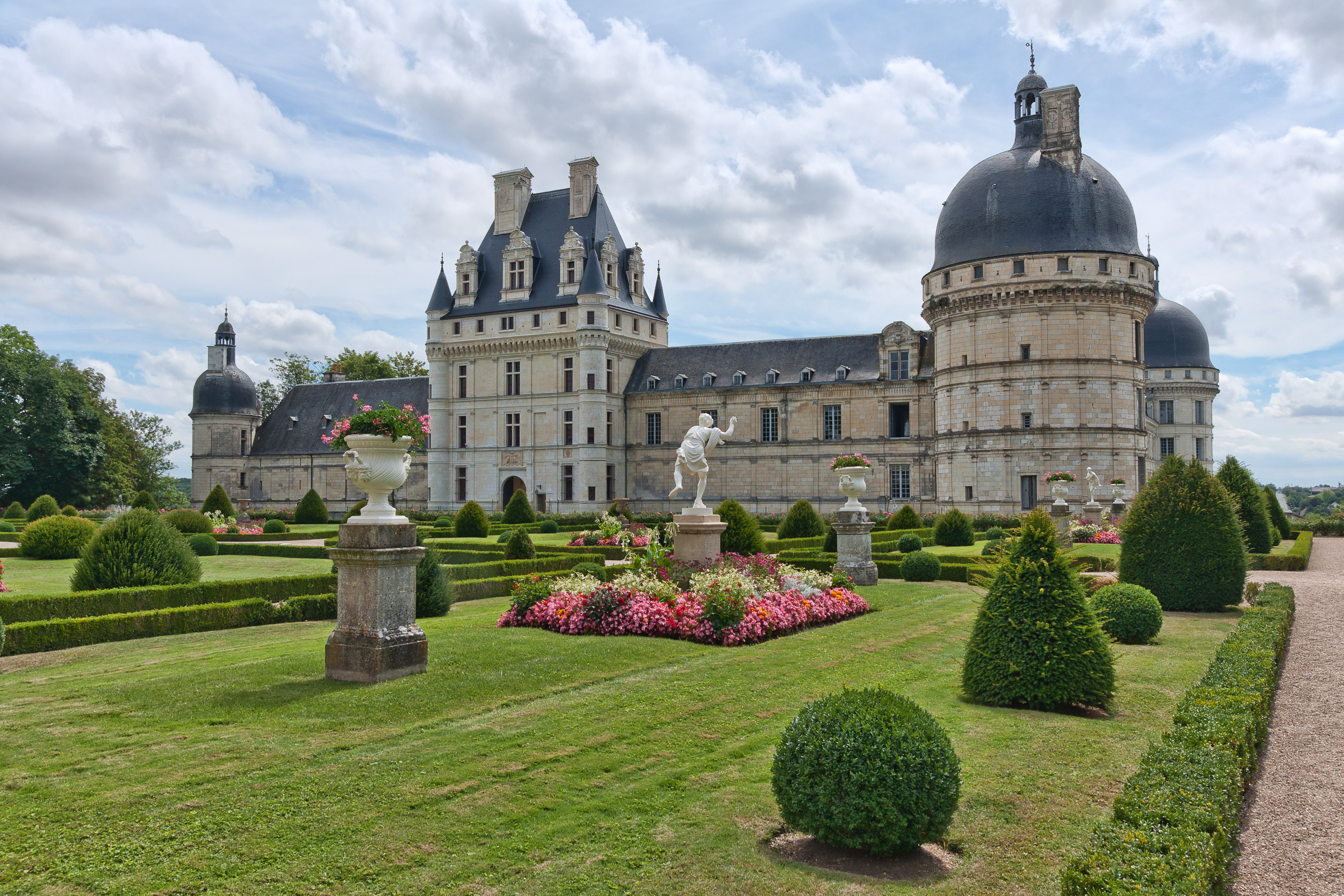
Замок Валансе в долине Луары, принадлежавший Талейрану

## Семья
- Племянник — генерал-лейтенант Эдмон де Талейран-Перигор, герцог Дино.
- Жена племянника, герцогиня Дино — подруга, любовница, последняя жена и наследница Талейрана.

Жена — Катерина Гран. Происходила из семьи чиновника, служившего в колониях. С 1798 года сожительствовала с Талейраном в качестве содержанки. В 1802 году после того, как жёны иностранных послов отказались посещать особняк министра иностранных дел из-за неясного положения его сожительницы, Талейран обвенчался с мадам Гран по настоянию Наполеона. Вскоре после женитьбы брак превратился в формальность. Министр открыто имел романы с другими женщинами и, наконец, увлёкся юной женой племянника, герцогиней Дино. Окончательно супруги разъехались лишь после первого отречения Наполеона в 1814 году.
Предполагаемый сын — Шарль Жозеф де Флао, имевший роман с Гортензией Богарне, плодом которого явился незаконнорождённый сын Шарль де Морни.

## Награды
- Большой крест Ордена Почётного легиона (01.02.1805)[10]
- Великий офицер Ордена Почётного легиона (11.07.1804)
- Кавалер Ордена Почётного легиона (02.10.1803)
- Орден Святого Духа (30.09.1820)[11]
- Орден Святого Михаила (30.09.1820)
- Орден Святого апостола Андрея Первозванного (Российская империя, 03(15).07.1807)[10]
- Орден Святого Александра Невского (Российская империя, 27.06(09.07).1807)
- Орден Святой Анны 1-й степени (Российская империя, 27.06(09.07).1807)[12]
- Орден Золотого руна (Испания, 1814)[10]
- Большой крест Королевского венгерского ордена Святого Стефана (Австрийская империя)[10]
- Большой крест Австрийского ордена Леопольда (Австрийская империя)
- Орден Чёрного орла (Пруссия, 07.04.1805)[10]
- Орден Красного орла (Пруссия, 07.04.1805)[10]
- Орден Слона (Дания, 1815)[10]
- Орден Святого Губерта (Королевство Бавария)[10]
- Орден Рутовой короны (Королевство Саксония)[10]
- Орден Льва и Солнца 1-й степени (Персия)[10]
- Орден Вестфальской короны (Королевство Вестфалия)
- Большой крест Ордена Святого Иосифа (Великое герцогство Вюрцбург)
- Орден Людвига (Великое герцогство Гессен)
- Орден Святого Януария (Королевство Обеих Сицилий)
- Большой крест Ордена Святого Фердинанда и Заслуг (Королевство Обеих Сицилий)

## В отзывах современников
Как написал Наполеон в своём дневнике 11 апреля 1816 года:

Лицо Талейрана столь непроницаемо, что совершенно невозможно понять его. Ланн и Мюрат имели обыкновение шутить, что если он разговаривает с Вами, а в это время кто-нибудь сзади даёт ему пинка, то по его лицу Вы не догадаетесь об этом.

## Образ в искусстве

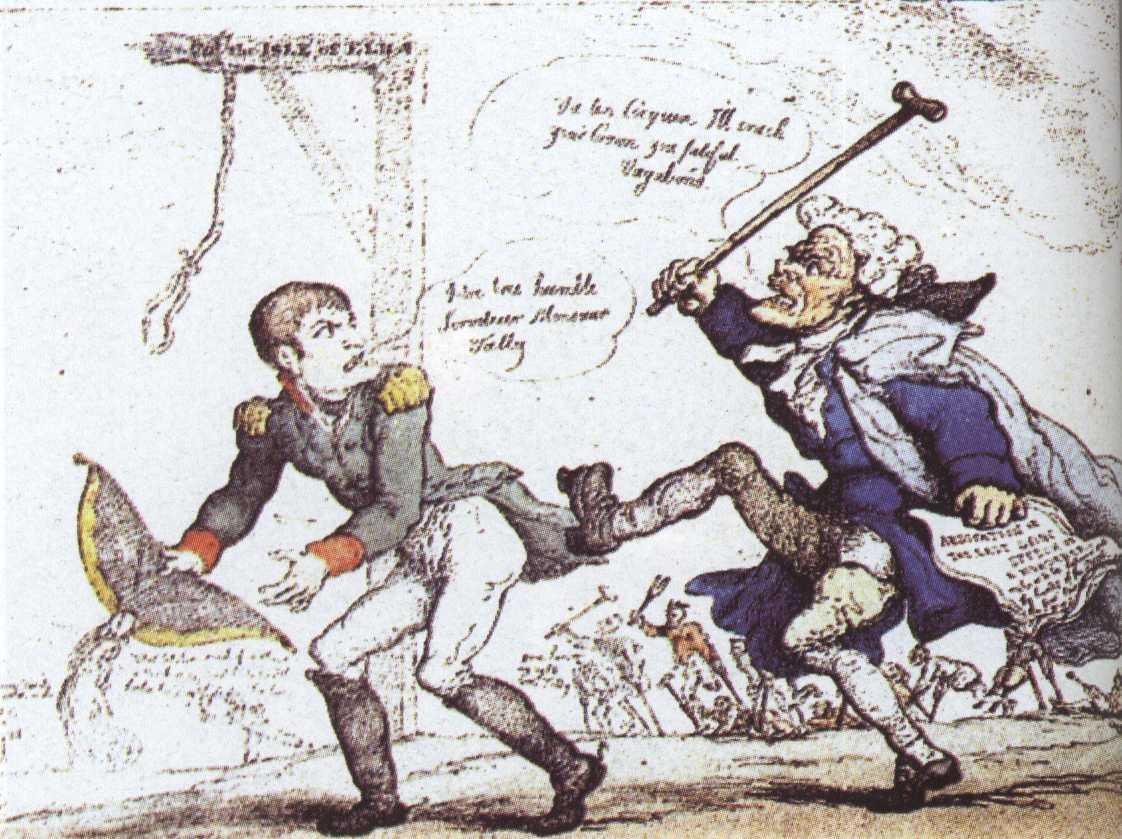
Карикатура 1814 года: Талейран прогоняет Наполеона

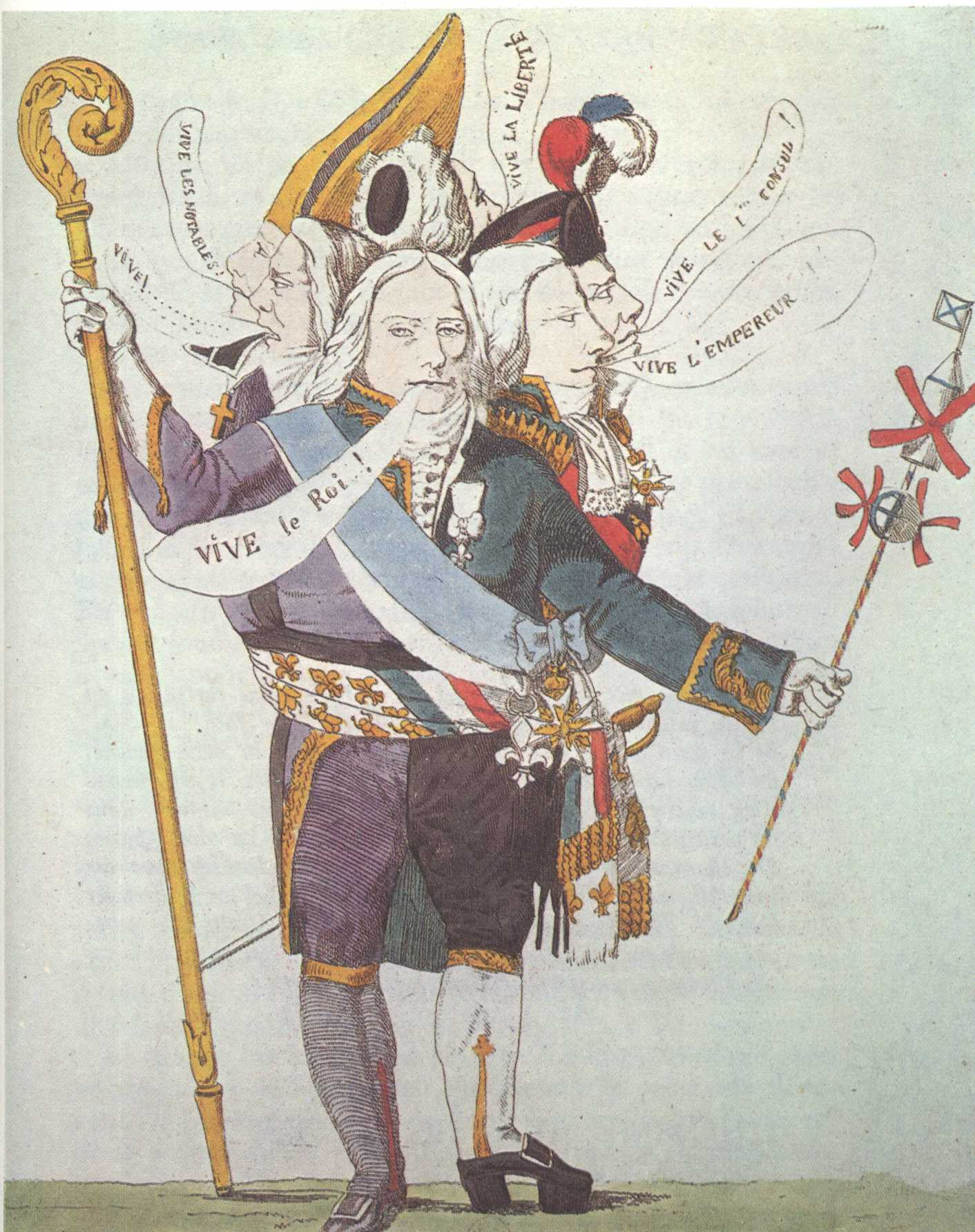
Карикатура на Талейрана, изображающая его с шестью разными головами, так как он служил шести различным режимам, 1815 год

### Кинематограф
- «Господин Жерар[англ.]» (немой, США, 1915), реж. Берт Хелдэйн[англ.]. В роли Талейрана Фернан Мейлли[англ.]
- «Драма при Наполеоне» / Un drame sous Napoléon (немой, Франция, 1921), реж. Жерар Буржуа[фр.]. В роли Талейрана Поль Жорже
- «Королевский развод[англ.]» (немой, Великобритания, 1926), реж. Александр Батлер[англ.]. В роли Талейрана — актёр Джерролд Робертшо[англ.]
- «Сражающийся Орёл[англ.]» (немой, США, 1927), реж. Дональд Крисп. В роли Талейрана — Сэм Де Грасс[англ.]
- «Ватерлоо[нем.]» (Германия, 1929), реж. Карл Груне. В роли Талейрана — актёр Хельмут Ренар[нем.]
- «Наполеон на острове Святой Елены[нем.]» (немой, Германия, 1929), реж. Лупу Пик. В роли Талейрана — актёр Фриц Штаудте[нем.]
- Так закончилась любовь[нем.] (Германия, 1934) — актёр Эдвин Юргенсен[нем.]
- «Сто дней[англ.]» (Германия, Италия, 1935), реж. Франц Венцлер[нем.]. Роль Талейрана играет актёр Альфред Гераш[нем.]
- «Майское поле» (Италия, 1936) — реж. режиссёром Джоваккино Форцано. Актёр — Аугусто Маркацци[итал.]
- «Завоевание[англ.]» (США, 1937), реж. Кларенс Браун, Густав Махаты. В роли Талейрана — актёр Реджинальд Оуэн
- «Невеста короля[итал.]» (Италия, 1938), реж. Дуилио Колетти[итал.]. В роли Талейрана — Акилле Майерони[итал.]
- «Королевский развод[англ.]» (Великобритания, 1938), реж. Джек Рэймонд. В роли Талейрана — Фрэнк Селльер[англ.]
- «Удивительная судьба Дезире Клари[фр.]» (Франция, 1942), реж. Саша Гитри. В роли Талейрана — актёр Жан Перье[фр.]
- «Хромой дьявол» (Франция, 1948), реж. Саша Гитри. В роли Талейрана Саша Гитри. Фильм посвящён жизни и деятельности Талейрана
- «Дезире: любовь императора Франции[англ.]» (США, 1954), реж. Генри Костер. В роли Джон Хойт
- Наполеон: путь к вершине / Napoleon (Франция, Италия, 1954), реж. Саша Гитри. В роли Саша Гитри
- «Королева Луиза» / Königin Luise (1957), реж. Вольфганг Либенайнер. В роли Карл (Шарль) Ренье
- Битва при Аустерлице / Austerlitz (Франция, Италия, Югославия, 1960), реж. Абель Ганс. В роли Жан Меркюр[фр.]
- «Марыся и Наполеон» / Marysia i Napoleon (1966) Польша. В роли Казимеж Рудзский
- «Жозефина и Наполеон» (1987) США. В роли Энтони Перкинс
- Ужин / Le souper (1992). Франция, реж. Эдуар Молинаро. В роли Клод Риш
- Наполеон (сериал) (2002) Франция, реж. Ив Симоно. В роли Джон Малкович
- Адъютанты любви (2005—2006), Россия. В роли Андрей Смоляков
- Наполеон (2023), США, Великобритания. В роли Пол Рис